# Списък на владетелите на Трансилвания
Това е списък на управителите на Трансилвания (Седмиградско или Седмоградско) от първите известни по име владетели от времето на Първата българска държава (от около 805 г.) до премахването на всякаква автономия/самостоятелност на областта с/след австро-унгарското съглашение (15 март 1867 г.). Разбирането за обхвата на областта се променя във времето. От времето на първите известни владетели до 1556 г. управлението на Трансилвания е в ръцете на владетел с титула войвода. Титулът се среща за първи път в исторически документи през 1193 г. Цялата територия на областта е под властта на един войвода след 1263 г.
От 805 г. до 1003 г. цялата област под името Седмиградско е част от Първото българско царство. Предходно областта е част от Аварския каганат, а от 1003 г. до 1526 г. до битката при Мохач е под властта на унгарската корона.
Войводата на областта от 1263 г. е върховен магистрат и военен командир на седемте крепости, като неговата юрисдикция е ограничена спрямо сасите от свободните градове и секеите охраняващи карпатската граница. Последните били на директно подчинение на унгарския крал.
През 16 век по време на конфликта между Хабсбургите и Османската империя Трансилвания получава автономия като Княжество Трансилвания под османски сюзеренитет, докато не е присъединена кам Хабсбургската монархия около 1700 г. Хабсбургите продължават да използва титлата войвода на Трансилвания (а по-късно и велик войвода на Трансилвания), като част от официалния титул на императора до самия край на Австро-Унгария през 1918 г. Трансилвания има свой имперски наместник до 1867 г., когато е поставена под пряка унгарска власт. През 1919 г. Трансилвания, заедно с други региони в Източна Унгария, става част от Кралство Румъния. През 1940 г. по силата на втория виенски арбитраж е разделена между Румъния и Унгария, но след края на ВСВ през 1945 г. е върната обратно под властта на Румъния.

## Списък на първите известни войводи до падането на областта под унгарска власт
| Династия | Владетел                   | Управление  | Пояснения |
| -------- | -------------------------- | ----------- | --- |
|          | Гелу                       |             | Гелу според създадената през 13 век Gesta Hungarorum е влах, което предизвиква много спорове. Унгарската историография намира името за секейското Дюла, а Петър Коледаров го идентифицира с Глад. |
|          | Техетем                    | 904 – ?     | Един от легендарните седем унгарски предводители според анонимен хроникьор. |
|          | Дюла II                    | 950         | Легендарен предводител на едноименното племе. |
|          | Дюла III                   | ?–1003      | Легендарен предводител на едноименното племе населявало горното течение на Тиса. |
|          | Кан                        |             | Легендарен славянобългарски войвода според Chronicon Pictum, който бил победен от Стефан I Унгарски през 1003 г., а земите му присъединени към унгарската корона.                                 |
| Арпади   | Стефан I Унгарски (István) | 1003 – 1038 | Крал на Унгария (1000), който побеждава Дюла и кана /на българите/, т.е. завладял Трансилвания, отнемайки я от българите и присъединявайки я към унгарската корона.                               |

### Войводи на Трансилвания под унгарска власт
| Име                                               | Години      | Крал на Унгария                                        | Забележки                                                  |
| ------------------------------------------------- | ----------- | ------------------------------------------------------ | ---------------------------------------------------------- |
| Золтан                                            | 1003        | Стефан I Унгарски                                      |                                                            |
| Меркур                                            | 1111        | Калман Книжник                                         | Mercurius princeps ultrasilvanius                          |
| Лещак                                             | 1176        | Бела III                                               | от фамилията Ратот                                         |
| Легфор                                            | 1199 – 1200 | Имре                                                   |                                                            |
| Ет                                                | 1200        | Имре                                                   | от фамилията Герги                                         |
| Дюла                                              | 1201        | Имре                                                   | от фамилията Кан                                           |
| Бенедикт                                          | 1202 – 1203 | Имре                                                   |                                                            |
| Бенедикт                                          | 1206        | Андраш II                                              |                                                            |
| Смарагд                                           | 1206        | Андраш II                                              |                                                            |
| Бенедикт                                          | 1208 – 1209 | Андраш II                                              | заточен                                                    |
| Михали                                            | 1209 – 1212 | Андраш II                                              |                                                            |
| Бертхолд V (Андекс)                               | 1212 – 1213 | Андраш II                                              | брат на Гертруда от Мерания                                |
| Миклош                                            | 1213        | Андраш II                                              |                                                            |
| Юлий                                              | 1214        | Андраш II                                              | от фамилията Кан                                           |
| Симон                                             | 1215        | Андраш II                                              |                                                            |
| Ипох                                              | 1216 – 1217 | Андраш II                                              |                                                            |
| Рафаин                                            | 1217        | Андраш II                                              |                                                            |
| Неука                                             | 1219 – 1221 | Андраш II                                              |                                                            |
| Пал                                               | 1221 – 1222 | Андраш II                                              | син на Петер                                               |
| Роса                                              | 1226 – 1229 | Андраш II                                              | сина на Шольом.                                            |
| Юлий                                              | 1230 – 1231 | Андраш II                                              | от фамилията Ратот                                         |
| Денис                                             | 1233 – 1234 | Андраш II                                              | от фамилията Томай                                         |
| Андраш                                            | 1235        | Андраш II                                              | син на Серафин                                             |
| Роса                                              | 1235 – 1241 | Бела IV                                                | сина на Шольом                                             |
| Лорънс                                            | 1242 – 1252 | Бела IV                                                |                                                            |
| Ерне Акош                                         | 1252 – 1260 | Бела IV                                                | от фамилията Акош                                          |
| Ласло Кан                                         | 1260 – 1267 | Бела IV                                                | от фамилията Кан                                           |
| Миклош                                            | 1267 – 1270 | Бела IV                                                | от фамилията Гереги                                        |
| Матей II Чак                                      | 1270 – 1272 | Ищван V                                                | от фамилията Чак                                           |
| Миклош                                            | 1272 – 1273 | Ласло IV                                               | от фамилията Гереги                                        |
| Юлий                                              | 1273        | Ласло IV                                               |                                                            |
| Миклош                                            | 1273 – 1274 | Ласло IV                                               | от фамилията Гереги                                        |
| Матей II Чак                                      | 1274        | Ласло IV                                               | от фамилията Чак                                           |
| Миклош                                            | 1274        | Ласло IV                                               | от фамилията Гереги                                        |
| Матей II Чак                                      | 1274 – 1275 | Ласло IV                                               | от фамилията Чак                                           |
| Угрин                                             | 1275        | Ласло IV                                               | от фамилията Чак                                           |
| Ласло                                             | 1275 – 1276 | Ласло IV                                               | от фамилията Кат                                           |
| Угрин                                             | 1276        | Ласло IV                                               | от фамилията Чак                                           |
| Матей II Чак                                      | 1276 – 1277 | Ласло IV                                               | от фамилията Чак                                           |
| Миклош                                            | 1277 – 1278 | Ласло IV                                               | от фамилията Пок                                           |
| Финта                                             | 1278 – 1280 | Ласло IV                                               | от фамилията Аба                                           |
| Стефан                                            | 1280        | Ласло IV                                               | от фамилията Текеш                                         |
| Роланд                                            | 1282        | Ласло IV                                               | от фамилията Борша                                         |
| Апор                                              | 1283        | Ласло IV                                               | от фамилията Печ                                           |
| Роланд                                            | 1284 – 1285 | Ласло IV                                               | от фамилията Борша                                         |
| Мойс                                              | 1287 – 1288 | Ласло IV                                               | от рода Акош                                               |
| Роланд                                            | 1288 – 1297 | Андраш III                                             | от фамилията Борша                                         |
| Ласло Кан                                         | 1297 – 1315 | „Interregnum“                                          | от фамилията Кан                                           |
| Миклош                                            | 1315 – 1318 | Карл Роберт                                            | от фамилията Пок                                           |
| Доша Дебрецен                                     | 1318 – 1321 | Карл Роберт                                            |                                                            |
| Томаш Сечени                                      | 1321 – 1342 | Карл Роберт                                            |                                                            |
| Миклош Сирокай                                    | 1342 – 1344 | Лайош I Велики                                         |                                                            |
| Ищван Лакви                                       | 1344 – 1350 | Лайош I Велики                                         |                                                            |
| Томаш Гьоню                                       | 1350 – 1351 | Лайош I Велики                                         |                                                            |
| Миклош Конт                                       | 1351 – 1356 | Лайош I Велики                                         |                                                            |
| Андраш Лакви                                      | 1356 – 1359 | Лайош I Велики                                         |                                                            |
| Денис Лакви                                       | 1359 – 1367 | Лайош I Велики                                         |                                                            |
| Миклош Лакви                                      | 1367 – 1369 | Лайош I Велики                                         |                                                            |
| Емерик Лакви                                      | 1369 – 1372 | Лайош I Велики                                         |                                                            |
| Ищван Лакви                                       | 1372 – 1376 | Лайош I Велики                                         |                                                            |
| Ласло Ласонци                                     | 1376 – 1385 | Лайош I Велики                                         |                                                            |
| Ищван Лакви                                       | 1385 – 1386 | Лайош I Велики                                         |                                                            |
| Ласло Ласонци                                     | 1386 – 1392 | Лайош I Велики                                         |                                                            |
| Емерик Бебек                                      | 1392 – 1393 | Сигизмунд Люксембургски                                |                                                            |
| Франк Сечени                                      | 1393 – 1395 | Сигизмунд Люксембургски                                |                                                            |
| Щибор                                             | 1395 – 1401 | Сигизмунд Люксембургски                                |                                                            |
| Симон Сечени                                      | 1401 – 1402 | Сигизмунд Люксембургски                                |                                                            |
| Миклош Чаки и Миклош Маркали                      | 1402 – 1403 | Сигизмунд Люксембургски                                |                                                            |
| Якоб Лакви                                        | 1403 – 1409 | Сигизмунд Люксембургски                                |                                                            |
| Щибор                                             | 1409 – 1414 | Сигизмунд Люксембургски                                |                                                            |
| Миклош Чаки                                       | 1415 – 1426 | Сигизмунд Люксембургски                                |                                                            |
| Ласло Чаки                                        | 1426 – 1437 | Сигизмунд Люксембургски                                |                                                            |
| Петру Чех                                         | 1436 – 1438 | Сигизмунд Люксембургски, Албрехт II (Германия)         |                                                            |
| Лосонци Дешьо                                     | 1438 – 1441 | Албрехт II (Германия)                                  |                                                            |
| Михай Як и Ласло Як                               | 1440 – 1441 | Владислав III                                          |                                                            |
| Ян Хуниади                                        | 1441 – 1446 | Владислав III, Владислав Посмъртни                     |                                                            |
| Никола Илочки                                     | 1441 – 1458 | Владислав III, Владислав Посмъртни                     |                                                            |
| Емерик Бебек                                      | 1446 – 1448 | Владислав Посмъртни                                    |                                                            |
| Ян Розгони                                        | 1450 – 1458 | Владислав Посмъртни                                    |                                                            |
| Ян Розгони                                        | 1458 – 1461 | Матяш Корвин                                           |                                                            |
| Ласло Канижа                                      | 1459 – 1461 | Матяш Корвин                                           |                                                            |
| Миклош Канижа                                     | 1461        | Матяш Корвин                                           |                                                            |
| Никола Илочки и Ян Понграк                        | 1462 – 1465 | Матяш Корвин                                           |                                                            |
| Сигизмунд и Ян от Сфънту Георге и Бертолд Елербах | 1465 – 1467 | Матяш Корвин                                           |                                                            |
| Ян Понграк и Миклош Чупор                         | 1468 – 1472 | Матяш Корвин                                           |                                                            |
| Блаж Маджар                                       | 1472 – 1475 | Матяш Корвин                                           |                                                            |
| Ян Понграк                                        | 1475 – 1476 | Матяш Корвин                                           |                                                            |
| Петру Гереб                                       | 1478 – 1479 | Матяш Корвин                                           |                                                            |
| Ищван Батори                                      | 1479 – 1493 | Матяш Корвин, Уласло II                                |                                                            |
| Ласло Лосончи и Бартоломей Драгфи                 | 1493 – 1494 | Уласло II                                              |                                                            |
| Бартоломей Драгфи                                 | 1494 – 1498 | Уласло II                                              |                                                            |
| Петру от Сфънту Георге                            | 1498 – 1510 | Уласло II                                              |                                                            |
| Янош Заполски                                     | 1510 – 1526 | Уласло II, Лайош II                                    |                                                            |
| Петер Перени                                      | 1526 – 1529 | Фердинанд I (Свещена Римска империя), Янош Заполски    |                                                            |
| Ищван Батори                                      | 1530 – 1534 | Фердинанд I (Свещена Римска империя), Янош Заполски    |                                                            |
| Йероним Ласки                                     | 1530 – 1534 | Фердинанд I (Свещена Римска империя), Янош Заполски    |                                                            |
| Ищван Майлат                                      | 1534 – 1541 | Фердинанд I (Свещена Римска империя), Янош Заполски    |                                                            |
| Имре Баласа                                       | 1538 – 1540 | Фердинанд I (Свещена Римска империя), Янош II Заполски |                                                            |
| Иржи Утешенович /Дьорд Мартинуци/                 | 1551        | Фердинанд I (Свещена Римска империя), Янош II Заполски |                                                            |
| Андраш Батори                                     | 1552 – 1553 | Фердинанд I (Свещена Римска империя), Янош II Заполски |                                                            |
| Ищван Добо и Ференц Кенди                         | 1553 – 1556 | Фердинанд I (Свещена Римска империя), Янош II Заполски |                                                            |
| Стефан Батори                                     | 1571 – 1576 | Стефан Батори                                          | като крал на Полша                                         |
| Христофор Батори                                  | 1576 – 1581 | Стефан Батори                                          | като регент на брат си който е крал на Полша               |
| Сигизмунд Батори                                  | 1581 – 1588 | Стефан Батори                                          | син на Христофор Батори и последен войвода на Седмиградско |

### Принцепси на Трансилвания
Владетелите на Трансилвания са известни като на немски: Fürst von Siebenbürgen; на унгарски: Erdélyi fejedelem; на латински: Princeps Transsylvaniae.
| Управление              | Портрет | Владетел | Роден | Брак | Починал | Бележки | Източници            |
| ----------------------- | --- | --- | --- | --- | --- | --- | -------------------- |
| 1570 – 1571             | John Sigismund Zápolya | Янош II Заполски | 7 юли 1540 Буда син на Янош Заполски и Изабела Ягелонска | неженен | 14 март 1571 Алба Юлия | избран за крал на Унгария (1540 – 1551 и 1559 – 1570) | [ 2 ] [ 3 ]          |
| 1576 – 1586             | Stephen Báthory | Стефан Батори | 27 септември 1527 Шимлеу-Силванией син на Ищван Батори и Каталин Телегди | Анна I Ягелонка (1576) няма деца | 12 декември 1586 Гродно | предходно войвода на Седмиградско (1571 – 1576) и крал на Полша (1576 – 1586) | [ 4 ] [ 5 ] [ 6 ]    |
| 1586 – 1598             | Sigismund Báthory | Сигизмунд Батори | 1572 Орадея син на Христоф Батори и Ержебет Бочкай | Мария Кристина Австрийска (1574 – 1621) (1595) няма деца | 27 март 1613 | първо принцепство племенник на Стефан Батори предходно войвода на Седмиградско (1581 – 1586) абдикира като ополски княз и рациборски княз | [ 4 ] [ 7 ] [ 8 ]    |
| 1598                    | Трансилвания се управлява от имперски комисари (наместници) на Рудолф II | Трансилвания се управлява от имперски комисари (наместници) на Рудолф II | Трансилвания се управлява от имперски комисари (наместници) на Рудолф II | Трансилвания се управлява от имперски комисари (наместници) на Рудолф II | Трансилвания се управлява от имперски комисари (наместници) на Рудолф II | Трансилвания се управлява от имперски комисари (наместници) на Рудолф II | [ 9 ]                |
| 1598 – 1599             | Sigismund Báthory | Сигизмунд Батори | 1572 Орадея син на Христоф Батори и Ержебет Бочкай | Мария Кристина Австрийска (1574 – 1621) (1595) няма деца | 27 март 1613 | второ принцепство абдикира в полза на братовчед си Андраш Батори | [ 7 ] [ 9 ]          |
| 1599                    | Andrew Báthory | Андраш Батори | 1566 Шимлеу-Силванией син на Андраш Батори and Маргит Майлат | неженен | 3 ноември 1599 Сандоминик | племенник на Стефан Батори и братовчед на Сигизмунд Батори бивш кардинал убит от секеите след загубата от войводата на Влахия Михай Храбри в битката при Шелимбър | [ 10 ] [ 11 ]        |
| 1599 – 1600             | Трансилвания се управлява от войводата Михай Храбри, признат за такъв от Диетата за имперски управител/наместник на Рудолф II. Де факто Михай Храбри окупира и Молдова през 1600 г. и се титулова за Владетел на Влахия, Трансилвания и Молдавия на 6 юни 1600 г. – което положение продължава до декември 1600 г. В кореспонденцията си до Рудолф II Михай Храбри се титулова като негов местоблюстител. | Трансилвания се управлява от войводата Михай Храбри, признат за такъв от Диетата за имперски управител/наместник на Рудолф II. Де факто Михай Храбри окупира и Молдова през 1600 г. и се титулова за Владетел на Влахия, Трансилвания и Молдавия на 6 юни 1600 г. – което положение продължава до декември 1600 г. В кореспонденцията си до Рудолф II Михай Храбри се титулова като негов местоблюстител. | Трансилвания се управлява от войводата Михай Храбри, признат за такъв от Диетата за имперски управител/наместник на Рудолф II. Де факто Михай Храбри окупира и Молдова през 1600 г. и се титулова за Владетел на Влахия, Трансилвания и Молдавия на 6 юни 1600 г. – което положение продължава до декември 1600 г. В кореспонденцията си до Рудолф II Михай Храбри се титулова като негов местоблюстител. | Трансилвания се управлява от войводата Михай Храбри, признат за такъв от Диетата за имперски управител/наместник на Рудолф II. Де факто Михай Храбри окупира и Молдова през 1600 г. и се титулова за Владетел на Влахия, Трансилвания и Молдавия на 6 юни 1600 г. – което положение продължава до декември 1600 г. В кореспонденцията си до Рудолф II Михай Храбри се титулова като негов местоблюстител. | Трансилвания се управлява от войводата Михай Храбри, признат за такъв от Диетата за имперски управител/наместник на Рудолф II. Де факто Михай Храбри окупира и Молдова през 1600 г. и се титулова за Владетел на Влахия, Трансилвания и Молдавия на 6 юни 1600 г. – което положение продължава до декември 1600 г. В кореспонденцията си до Рудолф II Михай Храбри се титулова като негов местоблюстител. | Трансилвания се управлява от войводата Михай Храбри, признат за такъв от Диетата за имперски управител/наместник на Рудолф II. Де факто Михай Храбри окупира и Молдова през 1600 г. и се титулова за Владетел на Влахия, Трансилвания и Молдавия на 6 юни 1600 г. – което положение продължава до декември 1600 г. В кореспонденцията си до Рудолф II Михай Храбри се титулова като негов местоблюстител. | [ 12 ] [ 13 ] [ 14 ] |
| 1600 – 1601             | Трансилвания се управлява от генерал Джорджо Баста от името на Рудолф II | Трансилвания се управлява от генерал Джорджо Баста от името на Рудолф II | Трансилвания се управлява от генерал Джорджо Баста от името на Рудолф II | Трансилвания се управлява от генерал Джорджо Баста от името на Рудолф II | Трансилвания се управлява от генерал Джорджо Баста от името на Рудолф II | Трансилвания се управлява от генерал Джорджо Баста от името на Рудолф II | [ 12 ]               |
| 1601 – 1602             | Sigismund Báthory | Сигизмунд Батори | 1572 Орадея син на Христоф Батори и Ержебет Бочкай | Мария Кристина Австрийска (1574 – 1621) (1595) няма деца | 27 март 1613 | трето принцепство бяга в чужбина слез загубата от генерал Джорджо Баста и войводата Михай Храбри в битката при Гуруслеу, след което отричайки се от властта се завръща в областта abdicated | [ 7 ] [ 15 ]         |
| 1601 – 1603             | Трансилвания се управлява от генерал Джорджо Баста от името на Рудолф II | Трансилвания се управлява от генерал Джорджо Баста от името на Рудолф II | Трансилвания се управлява от генерал Джорджо Баста от името на Рудолф II | Трансилвания се управлява от генерал Джорджо Баста от името на Рудолф II | Трансилвания се управлява от генерал Джорджо Баста от името на Рудолф II | Трансилвания се управлява от генерал Джорджо Баста от името на Рудолф II | [ 16 ]               |
| 1603                    | Mózes Székely | Мозес Секели | c. 1553 Луета син на Янош Секели | първи брак с неизвестна жена Анна Корнис (втори брак) (около 1585) 1 дете | 17 юли 1603 Брашов | подкрепен от османския валия на темешварския еялет след пораженията на Джорджо Баста получава ахднама от султан Мехмед III след като е избран за княз от „Диетата на военния лагер“ убит в битката при Брашов срещу войводата Раду X Щербан и неговите съюзници саси | [ 16 ] [ 17 ]        |
| юли 1603–септември 1603 | Трансилвания се управлява от Раду X Щербан с титлата войвода | Трансилвания се управлява от Раду X Щербан с титлата войвода | Трансилвания се управлява от Раду X Щербан с титлата войвода | Трансилвания се управлява от Раду X Щербан с титлата войвода | Трансилвания се управлява от Раду X Щербан с титлата войвода | Трансилвания се управлява от Раду X Щербан с титлата войвода | [ 18 ]               |
| септември 1603 – 1604   | Трансилвания се управлява от генерал Джорджо Баста от името на Рудолф II | Трансилвания се управлява от генерал Джорджо Баста от името на Рудолф II | Трансилвания се управлява от генерал Джорджо Баста от името на Рудолф II | Трансилвания се управлява от генерал Джорджо Баста от името на Рудолф II | Трансилвания се управлява от генерал Джорджо Баста от името на Рудолф II | Трансилвания се управлява от генерал Джорджо Баста от името на Рудолф II | [ 19 ]               |
| 1605 – 1606             | Stephen Bocskai | Ищван Бочкай (Стефан Бочкай) | 1 януари 1557 Клуж Напока син на Джорджо Бочкай и Кристина Сульок | Ката Хагимаси (1583) няма деца | 29 декември 1606 Кошице | племенник на Сигизмунд Батори избран за принцепс на Унгария (1605 – 1606) | [ 20 ] [ 21 ]        |
| 1607 – 1608             | Sigismund Rákóczi | Сигизмунд Ракоци | 1544 Фелшьовадаш син на Янош Ракоци и Сара Немети | Юдит Бекени (първи брак) (1587) 1 дете Анна Геренди (втори брак) (1592) 3 деца Борбала Телегди (трети брак) (1596) няма деца | 5 декември 1608 Фелшьовадаш | барон (1588) абдикира в полза на Габриел Батори баща на Дьорд I Ракоци | [ 22 ] [ 23 ]        |
| 1608 – 1613             | Gabriel Báthory | Габриел Батори | 15 август 1589 Орадя син на Ищван (Стефан) Батори и Жужана Бебек | Анна Палошай-Хорват (1607) няма деца | 27 октомври 1613 Орадя | баща му е племенник на Стефан Батори, а самият той е племенник на Андраш Батори също войвода на Влахия (1611) прогонен от османската армия, която поставя на негово място Габриел Бетлен убит от хайдути | [ 24 ] [ 25 ]        |
| 1613 – 1629             | Gabriel Bethlen | Габор Бетлен | 15 ноември 1580 Илия (окръг Хунедоара) син на Фаркаш Бетлен и Дружина Лазар | Жужана Кароли (първи брак) (1605) 3 деца (починали) Катарина фон Бранденбург (1626) няма деца | 15 ноември 1629 Алба Юлия | османски фаворит също крал на Унгария (1620 – 1621); по Николсбургския мир от 1621 г. е дук/княз на Ополе и Ратибор в Силезия (1621 – 1629) според Николсбургския мир е владетел и на седем комитата в днешна Словакия | [ 26 ] [ 27 ]        |
| 1629 – 1630             | Catherine of Brandenburg | Катарина фон Бранденбург | 28 май 1604 Кьонигсберг дъщеря на Йохан Сигизмунд (Бранденбург) и Анна от Прусия (1576 – 1625) | Габор Бетлен (първи брак) (1626) няма деца Франц Карл фон Саксония-Лауенбург (1639) | 27 август 1649 Шьонинген | вдовица на Габор Бетлен владетелското ѝ право е потвърдено от Диетата (1626) обичайно титулувана за принцепс наместо принцепса абдикирал(а) | [ 28 ] [ 29 ] [ 30 ] |
| 1630                    | Stephen Bethlen | Ищван Бочкай (Стефан Бочкай) | 1584 син на Фаркаш Бетлен и Дружина Лазар | Кристина Шаки (първи брак) 3 деца Каталин Кароли (втори брак) 3 деца | 10 януари 1648 Есед | брат на Габор Бетлен и избор на Диетата, като по-късно се противопоставя на Дьорд I Ракоци | [ 28 ] [ 31 ]        |
| 1630 – 1648             | George I Rákóczi | Дьорд I Ракоци | 8 юни 1593 Серенч син на Сигизмунд Ракоци и Анна Геренди | Жужана Лоранфи (1616) 4 деца | 11 октомври 1648 Алба Юлия | син на Сигизмунд Ракоци | [ 32 ]               |
| 1648 – 1657             | George II Rákóczi | Дьорд II Ракоци | 30 януари 1621 Шарошпатак син на Дьорд I Ракоци и Жужана Лоранфи | София Батори (1643) 2 деца | 7 юни 1660 Орадя | първо принцепство син на Дьорд I Ракоци избран за принцепс от Диетата (1642) в израз на владетелското му наследствено право свален от власт от великия везир Кьопрюлю Мехмед паша | [ 33 ] [ 34 ]        |
| (няма данни)            | Francis I Rákóczi | Ференц I Ракоци | 24 февруари 1645 Алба Юлия син на Дьорд II Ракоци и София Батори | графиня Елена Зринска (1666) 4 деца | 8 юли 1676 Сборов | избран за принцепс от Диетата (1652) в израз на владетелското му наследствено право не влиза във владение | [ 35 ]               |
| 1657 – 1658             | Francis Rhédey | Ференц Редей | 1610 Орадя син на Ференц Редей и Ката Кароли | Дружина Бетлен 1 дете | 7 май 1667 Хуст | избран за принцепс от Диетата срещу Дьорд II Ракоци по настояване на Високата порта | [ 36 ]               |
| 1658                    | George II Rákóczi | Дьорд II Ракоци | 30 януари 1621 Шарошпатак син на Дьорд I Ракоци и Жужана Лоранфи | София Батори (1643) 2 деца | 7 юни 1660 Орадя | второ принцепство син на Дьорд I Ракоци избран за принцепс от Диетата (1642) в израз на владетелското му наследствено право свален от власт от великия везир Кьопрюлю Мехмед паша | [ 33 ]               |
| 1658 – 1659             | Ákos Barcsay | Акош Барчай | около 1610 син на Шандор Барчай и Ерце Палатикс | Ержебет Шаланджи (първи брак) няма деца Изабела Банфи (1660) няма деца | юли 1661 Козма | първо принцепство фаворит и титуляр на Високата порта срещу Дьорд II Ракоци, след което и избран за такъв от Диетата по време на посещението му в Османската империя при валията на Темешварския еялет, неговият опонент си възвръща владението | [ 37 ]               |
| 1659 – 1660             | George II Rákóczi | Дьорд II Ракоци | 30 януари 1621 Шарошпатак син на Дьорд I Ракоци и Жужана Лоранфи | София Батори (1643) 2 деца | 7 юни 1660 Орадя | трето принцепство отново избран от Диетата победен в битка при Флорещ | [ 33 ]               |
| 1660                    | Ákos Barcsay | Акош Барчай | около 1610 син на Шандор Барчай и Ерце Палатикс | Ержебет Шаланджи (първи брак) няма деца Изабела Банфи (1660) няма деца | юли 1661 Козма | второ принцепство с помощта на Високата порта абдикирал | [ 37 ]               |
| 1661 – 1662             | John Kemény | Янош Кемени | 14 декември 1607 Бикиш син на Балтазар Кемени и Жофия Торни | Жужа Калай (първи брак) (1632) 1 дете Анна Лоня (1659) 1 дете | 22 януари 1662 Данеш | предходно през 1653 г. начело на военен поход организиран от Дьорд II Ракоци сваля от власт Василий Лупу и поставя на власт Георге Щефан в Молдова оглавява опозицията срещу Акош Барчай, който е убит | [ 38 ]               |
| 1661 – 1690             | Michael I Apafi | Михай I Апафи | 3 ноември 1632 Думбравени син на Джордже Апафи и Борбала Петки | Анна Борнемисца 9 деца | 15 април 1690 Фъгъраш | ревностен протестант и османски фаворит | [ 39 ]               |
| 1690 – 1696 и 1701      | Michael II Apafi | Михай II Апафи | 13 октомври 1676 Алба Юлия син на Михай I Апафи и Анна Борнемисца | графиня Ката Бетлен (1694) няма деца | 1 февруари 1713 Виена | като син на Михай I Апафи е избран от Диетата (1681) още приживе на баща му за принцепс не влиза във владение тъй като през 1696 г. е взет в плен във Виена и поради предходно неодобрение на брака му от Леополд I (Свещена Римска империя) абдикира през 1701 г. и се отрича от титлата си с което и де юре Трансилвания попада и преминава под властта на Свещената Римска империя                     | [ 40 ]               |
| 1690                    | Emeric Thököly | Имре Тьокьоли | 25 септември 1657 Кежмарок син на Ищван Тьокьоли и Мария Дюлафи | графиня Елена Зринска (1683) 2 деца | 13 февруари 1705 Измит | обявен като османски васал за крал на Горна Унгария от султан Мехмед IV, но никога не влиза във владение | [ 41 ]               |
| 1704 – 1711             | Francis II Rákóczi | Ференц II Ракоци | 27 март 1676 Борша син на Ференц I Ракоци и графиня Елена Зринска | Шарлота Амалия фон Хесен-Ванфрид (1694) 4 деца | 8 април 1735 Текирдаг | син на Ференц I Ракоци и водач на антихабсбургското унгарско народоосвободително движение (1703 – 1711) в/с края на епохата Кьопрюлю | [ 42 ]               |

### Трансилвания под австрийска Хабсбургска власт
От 1700 г. по силата на решенията на Карловацкия конгрес, Трансилвания преминава във владение на австрийските Хабсбурги. Това положение са запазва с известни прекъсвания до 15 март 1867 г. от когато е отново под унгарска власт до самия край на Първата световна война.
Граф Георги Бранкович, родом от Янополе в Трансилвания, пише на църковнославянски език своята „Славяносръбска хроника“ (1690 – 1711), която е в обем от пет тома и е съставена в периода на прибиваването на автора във Виена и по-късно в Хеб, с което слага началото на модерната южнославянска историография. Хрониката е сред основните източници на Йован Раич за „История разных славенских народов найпаче болгар, хорватов и сербов“.

### Румънска Трансилвания
На 1 декември общорумънски конгрес в Алба Юлия решава присъединяването на цяла Трансилвания към Румъния, което положение е потвърдено от Трианонския договор.